# Braak
Braak és un municipi de l'estat de Slesvig-Holstein a Alemanya a l'amt de Siek al districte de Stormarn i a l'Àrea metropolitana d'Hamburg. El 31 de març de 2010 tenia 812 habitants.
És un municipi rural del qual l'activitat econòmica principal és l'agricultura. Tret de la fleca a l'ombra del molí Braaker Mühle, no hi ha cap activitat industrial.
El poble està documentat des del 1256. Va crear-se al marc de l'ostsiedlung saxona a la frontera amb els assentaments Eslaus. El 1310 el comte Gerard II d'Holstein va vendre Braak al monestir cistercenc de Reinbek. A la reforma protestant els monestirs van suprimir-se i el territori passà al rei Frederic I de Dinamarca. El 1864 passà a Prússia.
Al nord està regat pel Wandse, a l'est sorgeix el Stapelfelder Graben que fa de frontera amb Stapelfeld, al sud neix el Glinder Au, a la fontera amb Langelohe, un nucli de Brunsbek.

## Llocs d'interès
- El Molí de Braak